# Lista de arranha-céus do Rio Grande do Sul
87Esta é uma lista dos arranha-céus localizados no estado brasileiro do Rio Grande do Sul:

## Atuais
| #  | Nome                      | Localização   | Altura (m) | Andares | Ano de conclusão | Ref.        |
| -- | ------------------------- | ------------- | ---------- | ------- | ---------------- | ----------- |
| 1  | Residencial São Cristóvão | Lajeado       | 151        | 40      | 2024             | [ 1 ]       |
| 2  | Edifício Parque do Sol    | Caxias do Sul | 125        | 36      | 1976             | [ 2 ] [ 3 ] |
| 3  | Mirador Residence         | Novo Hamburgo | 113        | 36      | 2018             | [ 4 ] [ 5 ] |
| 4  | Reserva Sangiovese        | Passo Fundo   | 113        | 33      | 2022             | [ 6 ]       |
| 5  | Sunset Residence          | Novo Hamburgo | 111        | 32      |                  | [ 7 ]       |
| 6  | Edifício Santa Cruz       | Porto Alegre  | 107        | 32      | 1958             | [ 8 ] [ 9 ] |
| 7  | Esplêndido Residencias    | Novo Hamburgo | 104        | 32      | 2018             | [ 10 ]      |
| 8  | Coliseu                   | Porto Alegre  | 100        | 30      | 1962             | [ 11 ]      |
| 9  | Porto Brasil              | Novo Hamburgo | 100        | 28      | 2009             | [ 12 ]      |
| 10 | Residencial Graziela      | Torres        | 100        | 29      | 2017             | [ 13 ]      |
| 11 | Torre de São Gonçalo      | Pelotas       | 87         | 28      | 2022             | [ 14 ]      |

## Em construção
| # | Nome               | Localização | Altura (m) | Andares | Ano de conclusão (previsto) | Ref.   |
| - | ------------------ | ----------- | ---------- | ------- | --------------------------- | ------ |
| 1 | Chardonnay 257     | Passo Fundo | 140        | 40      | 2025                        | [ 15 ] |
| 2 | Villa Vicenza      | Ijui        | 100        | 30      | 2030                        | [ 16 ] |
| 3 | Infinity Residence | Santa Maria | 97         | 27      | 2026                        | [ 17 ] |